# 816 Јулијана
816 Јулијана (енгл. 816 Juliana) је астероид главног астероидног појаса. Приближан пречник астероида је 59,85 ,
а средња удаљеност астероида од Сунца износи 3,003 астрономских јединица (АЈ).
Инклинација (нагиб) орбите у односу на раван еклиптике је 14,325 степени, а орбитални период износи 1901,145 дана (5,205 година). Ексцентрицитет орбите астероида износи 0,109.
Апсолутна магнитуда астероида износи 10,50 а геометријски албедо 0,031.
Астероид је откривен 8. фебруара 1916. године.